# Melodije morja in sonca 1999
22. festival Melodije morja in sonca je potekal v juliju 1999 v Portorožu. Razdeljen je bil na štiri kategorije:
- osrednji pop večer, ki je dal glavnega zmagovalca festivala,
- nova scena (neuveljavljeni in manj uveljavljeni izvajalci nad 17 let),
- otroški MMS (otroci, stari do 12 let) in
- najstniški MMS (13–17 let).

Zmagovalka Melodij morja in sonca 1999 je bila skupina Panda s pesmijo Sive ceste.

## Pop
Osrednji pop večer je potekal v soboto, 17. julija, v Avditoriju Portorož. Vodila sta ga Lorella Flego in Mario Galunič. Predstavilo se je 23 izvajalcev, 7 izmed njih kot »pop debitantov«. Kot gostje so nastopili Linnea z Irske, Yellow Mellow iz Avstrije, zmagovalki otroškega in najstniškega MMS-a Katja Klemenc in Ylenia Zobec ter zmagovalka Nove scene Lara Baruca.
| #   | Izvajalec                      | Naslov pesmi                   | Avtor glasbe     | Avtor besedila      | Avtor aranžmaja                |
| --- | ------------------------------ | ------------------------------ | ---------------- | ------------------- | ------------------------------ |
| 1.  | Botri                          | Jaz sem in                     | Matija Oražem    | Damjana Kenda Hussu | Matija Oražem                  |
| 2.  | Tulio Furlanič                 | Ko samota boli                 | Marino Legovič   | Dušan Urbanc        | Marino Legovič                 |
| 3.  | Tomaž Domicelj & Karamela      | Leta 2050                      | Tomaž Domicelj   | Tomaž Domicelj      | Karamela                       |
| 4.  | Irena Vrčkovnik                | Če pridem spet nazaj           | Majda Arh        | Majda Arh           | Marino Legovič                 |
| 5.  | Faraoni                        | Pijem kar tako                 | Enzo Hrovatin    | Drago Mislej        | Enzo Hrovatin                  |
| 6.  | Panda                          | Sive ceste                     | Samo Pirc        | Igor Povše          | Panda                          |
| 7.  | Jan Plestenjak                 | Rad bi bil spet tvoj           | Marino Legovič   | Janez Zmazek        | Marino Legovič                 |
| 8.  | Rosana                         | Gli ultimi innocenti           | Vily Janko       | Rosana Brajko Ružić | Tomaž Kozlevčar                |
| 9.  | Halo                           | Ne vračaj se                   | Jadran Ogrin     | Janez Zmazek        | Jadran Ogrin                   |
| 10. | Nuša Derenda                   | Boginja                        | Matjaž Vlašič    | Urša Vlašič         | Matjaž Vlašič, Boštjan Grabnar |
| 11. | Supernova                      | Kje spi?                       | Matjaž Vlašič    | R. Lesjak           | Sašo Fajon                     |
| 12. | Avtomobili                     | Nič več                        | Mirko Vuksanovič | Marko Vuksanovič    | Mirko Vuksanovič               |
| 13. | Sonja                          | Najlepši dan                   | D. Božič         | D. Božič            | D. Božič                       |
| 14. | Tomo Jurak                     | Če jo ne bi vzel, bi bil bedak | Tomo Jurak       | Tomo Jurak          | Tomo Jurak                     |
| 15. | Oto Pestner & Jolanda Anžlovar | Ljubi me                       | Oto Pestner      | Dare Hering         | Oto Pestner                    |
| 16. | Ivan Hudnik                    | Napisal sem melodijo           | G. Šarac         | Janez Hvale         | Dušan Zore                     |

Pop debitanti
| #   | Izvajalec        | Naslov pesmi          | Avtor glasbe     | Avtor besedila     | Avtor aranžmaja |
| --- | ---------------- | --------------------- | ---------------- | ------------------ | --------------- |
| 17. | Ritem planet     | Dišiš kot roža        | Jani Pavec       | Jani Pavec         | Uroš Semeja     |
| 18. | Željko           | Noč                   | Željko Hrkalović | Željko Hrkalović   | T. Krajnović    |
| 19. | Remi Band        | A ti                  | Damijan Simčič   | Damijan Simčič     | Damijan Simčič  |
| 20. | Majda Kosovel    | Maestral              | Sašo Fajon       | Majda Kosovel      | Sašo Fajon      |
| 21. | Miloš Petelin    | Kako si to nekdo želi | Miloš Petelin    | Miloš Petelin      | Miloš Petelin   |
| 22. | After Eight Band | Jaz in ti             | G. Čepin         | G. Čepin           | G. Čepin        |
| 23. | Maja Pur         | Z menoj               | Boris Rošker     | Metka Ravnjak Jauk | Danilo Ženko    |

### Nagrade
Nagrade občinstva, o katerih so odločali poslušalci 16 radijskih postaj, so prejeli:
- 1. nagrada[1]: Sive ceste (Pirc/Povše) – Panda
- 2. nagrada[2]: Boginja (M. & U. Vlašič) – Nuša Derenda
- 3. nagrada[3]: Pijem kar tako (Hrovatin/Mislej) − Faraoni

Nagrado za najboljšega debitanta je prejel Željko.
Nagrado za najboljšo priredbo je prejel Tomaž Kozlevčar za pesem Gli ultimi innocenti.
Nagrado za najboljšo izvedbo je prejel Tulio Furlanič.
Nagrado za najboljše besedilo je prejel Drago Mislej za pesem On je šel skupine Nova pot, ki se je predstavila na Novi sceni.

## Nova scena
Nova scena je potekala v torek, 13. julija, v portoroški diskoteki Tivoli pod voditeljsko taktirko Vesne Malnar. Zmagala (po mnenju žirije radijskih postaj) je Lara Baruca s pesmijo Sonce in luna.
| #   | Izvajalec          | Naslov pesmi                 | Avtor glasbe                 | Avtor besedila   | Avtor aranžmaja                |
| --- | ------------------ | ---------------------------- | ---------------------------- | ---------------- | ------------------------------ |
| 1.  | Lara Baruca        | Sonce in luna                | Roki Petkovič                | Lara Baruca      | Lara Baruca, Roki Petkovič     |
| 2.  | Igor               | Rožmarinka                   | I. Potočnik                  | Z. Vodopivec     | I. Potočnik                    |
| 3.  | Petra Trtnik       | Zaigraj nam vetrič na modrin | A. Grabnar                   | A. Grabnar       | A. Grabnar                     |
| 4.  | Wellblott          | Zlobna vila                  | Matjaž Sterže                | Matjaž Sterže    | Matjaž Sterže                  |
| 5.  | Stratus            | Srečni dan                   | B. Vuk                       | K. Černe         | Grega Forjanič                 |
| 6.  | Nova pot           | On je šel                    | Danilo Kocjančič             | Drago Mislej     | Danilo Kocjančič               |
| 7.  | Aleksander         | Spusti pentljo s svojih las  | Aleksander Novak             | Aleksander Novak | Aleksander Novak, Easy         |
| 8.  | Snowhite           | Najdi mi svet                | Vasilij Sušanj               | D. Osivnik       | Vasilij Sušanj, D. Osivnik     |
| 9.  | Abadon             | Pozitivna energija           | I. Hirl                      | I. Hirl          | Abadon                         |
| 10. | Aleksandra Čermelj | Mladosti ne dam              | Danilo Kocjančič             | Drago Mislej     | Jadran Ogrin, Danilo Kocjančič |
| 11. | So Real            | Ko misliš, da je konec       | Mario Barišič                | Mario Barišič    | A. Šeško                       |
| 12. | Red Qua            | Zdaj vem                     | T. Ban                       | T. Ban           | S. Jošt                        |
| 13. | Vanago Band        | Kadar sam sem v temi         | Peter Vuk                    | Peter Vuk        | Metod Vuk                      |
| 14. | Patricija Rijavec  | Zaigrajte strune pesem       | Vladimir Čadež               | V. Cenčič        | Matjaž Švagelj                 |
| 15. | Kondor's Band      | Koprske noči                 | Anton Mohorič, Jurij Mohorič | Matjaž Velikanje | Dean Savič                     |

## Otroški in najstniški MMS
Otroški in najstniški MMS je potekal 11. julija v portoroški diskoteki Tivoli. Povezovala ga je Deja Mušič.
Zmagovalka najstniškega MMS-a je bila Ylenia Zobec s pesmijo Nekam drugam, zmagovalka otroškega MMS-a pa Katja Klemenc s pesmijo Potep.

### Najstniška kategorija
| #  | Izvajalec      | Naslov pesmi          | Avtorji (glasbe / besedila / aranžmaja)  |
| -- | -------------- | --------------------- | ---------------------------------------- |
| 1. | Ylenia Zobec   | Nekam drugam          | G. Argentin / Drago Mislej / G. Argentin |
| 2. | Moni           | 100 na uro            | Z. Tomac / C. Rozman / Z. Tomac          |
| 3. | Monika Pučelj  | Ne laži na plaži      | B. Rošker / M. Ravnjak Jauk / D. Ženko   |
| 4. | Karmen Plazar  | Roke podajmo si       | Edvin Fliser / M. Žveplan Ozvatič        |
| 5. | Monika         | Duša tvoja je nebo    | Slavc L. Kovačič                         |
| 6. | Dejan Marinčič | Ciao, Marjetica       | Oto Pestner / D. Hering / Pestner        |
| 7. | Monika Mavrič  | Na bregu modrih sanj  | M. Pangos / Ivan Sivec / M. Pangos       |
| 8. | Tjaša Grah     | Kondorjevo hrepenenje | J. Krajnik / V. Kalan / J. Krajnik       |

### Otroška kategorija
| #  | Izvajalec           | Naslov pesmi             | Avtorji (glasbe / besedila / aranžmaja) |
| -- | ------------------- | ------------------------ | --------------------------------------- |
| 1. | Tanja Valentič      | Come cavolo sono nata    | G. Argentin / E. Vidiz                  |
| 2. | Sanja Cerjak        | Super mulci              | M. Oražem / D. Kenda Hussu              |
| 3. | Tamara              | Daj mi mir               | Slavc L. Kovačič                        |
| 4. | Štefica Stipančević | Pusti me leteti          | Marino Legovič / Z. Kjuman / Legovič    |
| 5. | Katja Klemenc       | Potep                    | M. Hvala / D. Janc / M. Hvala           |
| 6. | Jasna Kneipp        | Oh che stres             | R. Aiello / V. Acciarino                |
| 7. | Barbara Sladič      | Nora noč                 | M. Matič / Igor Pirkovič / B. Sladič    |
| 8. | Suzana              | Takšna bom kot moja mami | Slavc L. Kovačič                        |
| 9. | Jasmina             | Iskala sem te            | Edvin Fliser / M. Ravnjak Jauk          |